# Bråbygdens och Finspånga läns domsagas tingslag
Bråbygdens och Finspånga läns domsagas tingslag var ett tingslag i Östergötlands län och Bråbygdens och Finspånga läns domsaga, bildat 1 januari 1948 (enligt beslut den 10 juli 1947) genom sammanslagning av Bråbygdens tingslag och Finspånga läns tingslag.

## Ingående områden
Tingslaget omfattade häraderna Björkekind, Östkind, Lösing, Bråbo, Memming samt Finspånga län (förutom Godegårds och Tjällmo landskommuner).

### Kommuner
Tingslaget bestod av följande kommuner den 1 januari 1952:
- Finspångs köping
- Hällestads landskommun
- Hävla landskommun
- Kolmårdens landskommun
- Kvillinge landskommun
- Norsholms landskommun
- Skärblacka landskommun
- Västra Vikbolandets landskommun
- Östra Vikbolandets landskommun